# День святителя Николая
День святителя Никола́я — день памяти святого Николая Чудотворца, отмечаемый в православных церквях, использующих юлианский календарь, 6 (19) декабря, в других православных церквях и Римско-католической церкви — 6 декабря по григорианскому календарю. Праздник установлен в память преставления святителя Николая, архиепископа Мир Ликийских, одного из самых почитаемых христианских святых в Русской православной церкви. В разных странах святой Николай стал прообразом новогодних фольклорных персонажей, в частности — Санта-Клауса и Деда Мороза. Во многих европейских странах в ночь на праздник святого Николая, перед тем как ложиться спать, около кровати дети кладут большие носки для подарков.
Днём святителя Николая иногда также называют день перенесения его мощей — 22 мая, Никола Вешний.

## Европа

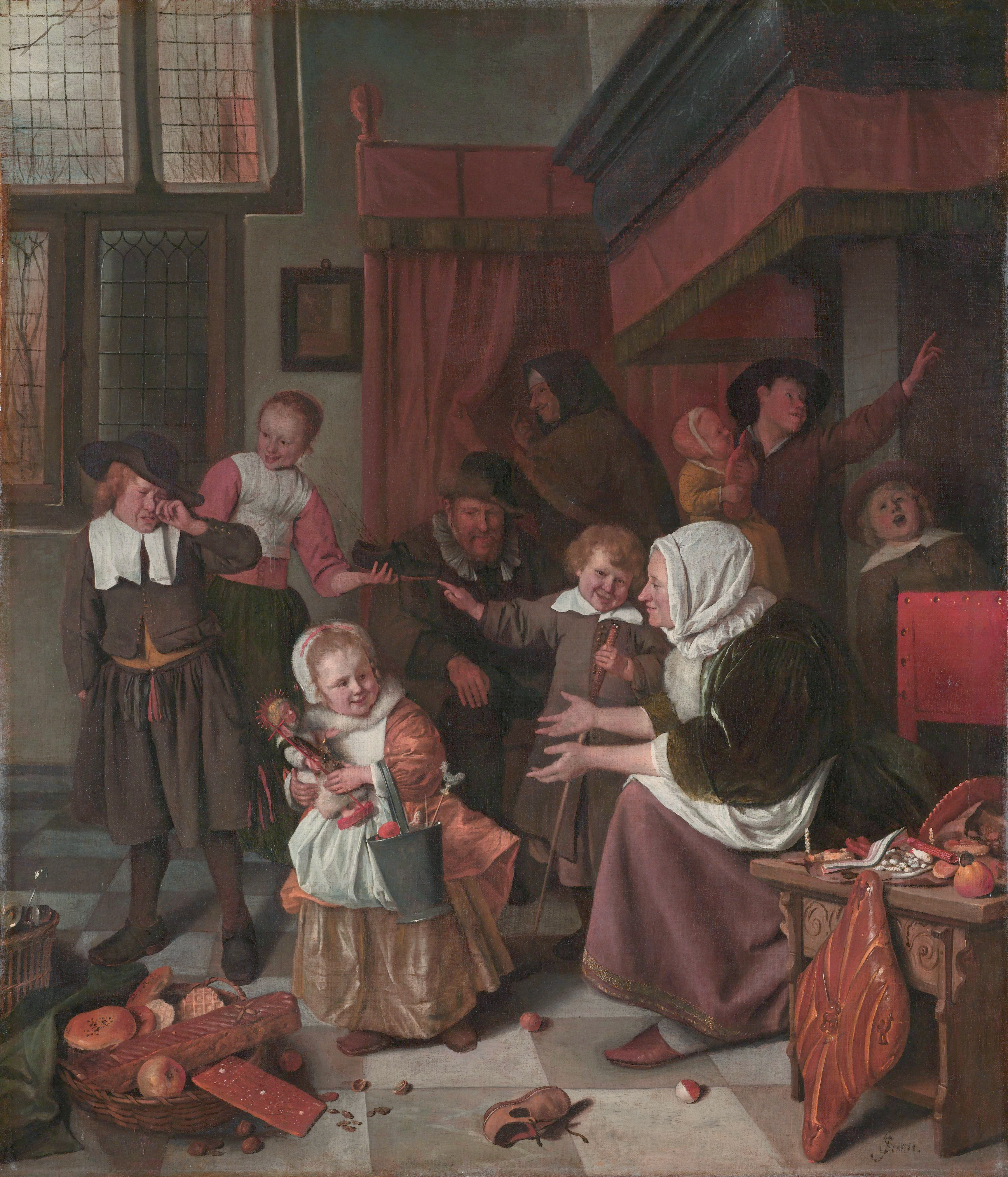
День святого Николая. Картина голландского художника Яна Стена (ок. 1665—1668)

В Чехии и Словакии в этот день ходит ряженый Микулаш (святой Николай на чешском и словацком языках) в платье епископа с длинной белой бородой и в сопровождении ангела и чёрта. Эта группа обходит дома в ночь с 5 на 6 декабря. В чешской Силезии Микулаш со своей дружиной обходит деревню в первое воскресенье декабря. Ангел с Микулашем раздают подарки, а чёрт символически «наказывает» непослушных детей. Иногда вместо чёрта с Микулашем ходит ряженый полицейский. Но чаще всего компанию святому составляет лишь ангел.
В альпийском регионе спутником святого Николая является Крампус (дьявол). По легенде праздника, вечером 5 декабря Крампус сопровождает святого Николая, наказывая непослушных детей и пугая их, действуя как антипод святого Николая, который раздаёт подарки хорошим детям. Когда Крампус находит капризного ребёнка, он засовывает его в свой мешок и уносит напуганное дитя в пещеру, предположительно чтобы съесть на рождественский ужин. В более старых версиях легенд Крампус похищает детей и уносит в свой жуткий замок, а потом сбрасывает в море. Изображать Крампуса принято в альпийском регионе: Австрии, Южной Баварии, Венгрии, Словении, Чехии, Словакии, некоторых северных областях Италии (Больцано) и Хорватии. Вид этого существа и его название варьируют в зависимости от местности. Как правило Крампуса изображают как рогатое и косматое звероподобное чудище демонической внешности.

### Балканы

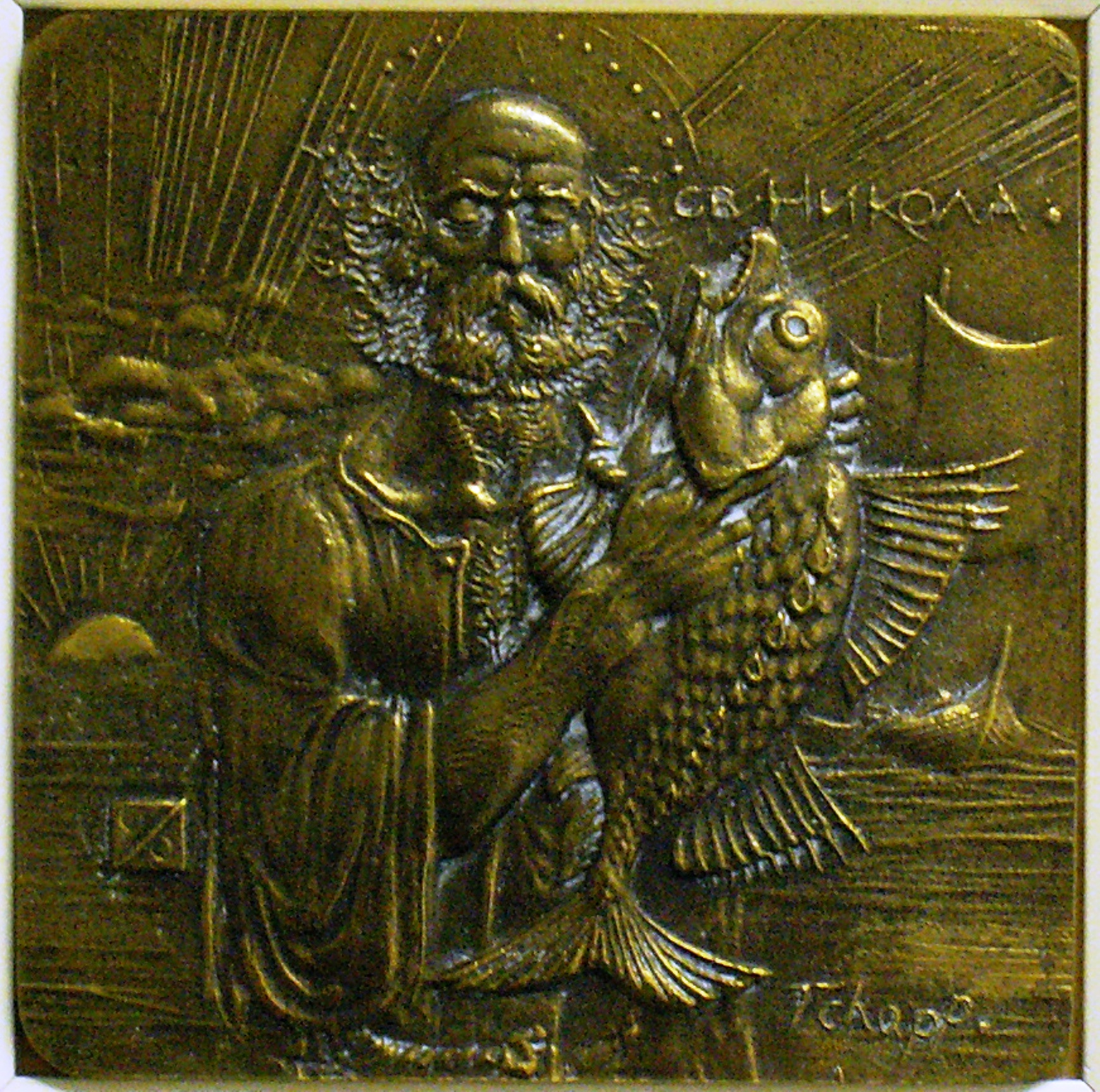
Современная металлическая икона Святого Николая работы болгарского художника Георгия Чапа Чапканова. Дом Гилберта, Стэнли, Фолклендские острова.

Среди албанцев-христиан святой Николай известен как Шен'Колле (Shen'Kollë) и почитается большинством христианских семей. Праздник святого Николая отмечается вечером накануне 6 декабря, известный как Shen'Kolli i Dimnit (Святой Николай Зимний), а также в день поминовения захоронения его мощей в Баре, вечер перед 9 мая, известный как Shen'Kolli i Majit (Святой Николай Майский). Албанские католики часто клянутся святым Николаем, говоря "Паша Шейнти Шен'Коллин!" («Пусть я увижу святого Николая!»), что указывает на важность этого святого в албанской культуре, особенно среди албанцев Малесии. В канун его праздника албанцы зажгут свечу и воздержатся от мяса, приготовив угощение из жареной баранины и свинины, которое подают гостям после полуночи. Гости будут приветствовать друг друга, говоря: "Nata e Shen'Kollit ju nihmoftë!" («Пусть ночь святого Николая тебе поможет!») и другие благословения. Кости величайшего героя Албании Георгия Кастриоти были также похоронены в церкви святого Николая в Леге, Албания, после его смерти.
В Греции у святого Николая нет особой ассоциации с дарованием подарков, поскольку эта традиция перешла к святому Василию Кесарийскому, праздник которого отмечается 1 января на Новый год (см. также Василопита). Святой Николай является защитником моряков, считается покровителем греческого флота, военных и купцов, и его день отмечается праздниками на всех кораблях и лодках, на море и в порту. Оно также связано с предыдущими праздниками Св. Варвары (4 декабря), Св. Саввы (5 декабря) и следующим праздником Св. Анны (9 декабря); все они часто называются «Николобарбара», и считаются последовательными днями, предвещающими наступление действительно зимней холодной погоды в стране. Поэтому, по традиции, к Андрею (30 ноября), за неделю до Николобарбары, дома должны были быть застелены коврами, убранными на теплое время года.
В Сербии и среди живущих во всем мире сербов святой Николай является наиболее широко отмеченным святым покровителем семьи, который отмечается как праздник (Слава) Никольдан. Поскольку Николай день всегда приходится на пост перед Рождеством, его отмечают согласно православным правилам поста. В этом контексте пост означает соблюдение ограниченной диеты по религиозным соображениям. Это подразумевает полный отказ от продуктов животного происхождения (мясо, молоко, молочные продукты и яйца). Рыбу можно есть в определённые дни.
В Болгарии День святого Николая отмечается 6 декабря как Никулден. Семьи приглашают родственников, кумовьев и соседей на блюдо из рыбы (обычно рыбник, карпа, замотанного в тесто) и два каравая обрядового хлеба, все это освящается в церкви или дома. Хозяин кадит стол благовониями, потом поднимает и ломает хлеб. Болгары также празднуют 6 декабря именины для тех, у кого есть имена Никола, Николай, Колё, Николина, Нено, Ненко, Николета и Нина.

### Бенилюкс
В Нидерландах главным поводом для дарения подарков является 5 декабря, когда отмечается канун его праздника. В Бельгии празднуют Синтерклаасфист (нидерландскоязычные) или ла Сайнт-Николас (франкоязычные) утром 6 декабря.

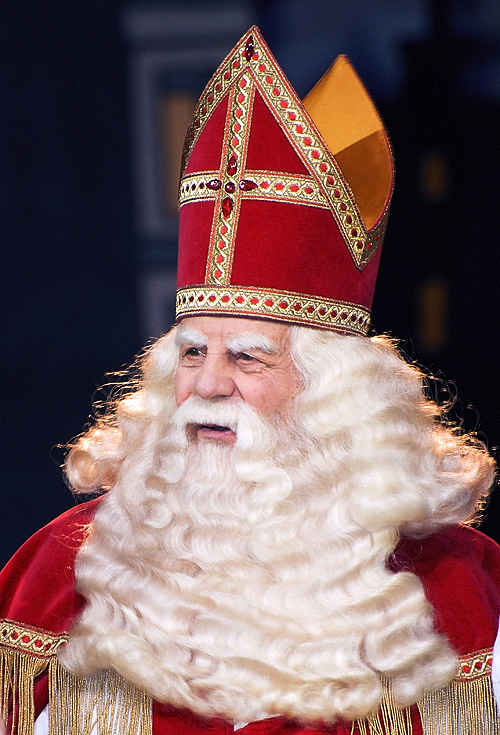
Синтерклаас в Нидерландах в 2007 году.

В дни до 5 или 6 декабря (начиная с того времени, когда Святой Николай прибыл на пароходе примерно в середине ноября), маленькие дети ставят свои ботинки перед дымоходами и поют песни о Синтерклаасе. Часто в ботинки кладут морковку или немного сена, как подарок для лошади святого Николая. В последние годы лошадь назвали Шиммель или Америго в Нидерландах и Slecht Weer Vandaag во Фландрии. На следующее утро они находят в своих ботинках небольшой подарок, начиная от конфет и заканчивая шариками или другой маленькой игрушкой. Вечером 5 декабря Синтерклаас (часто родители или близкие родственники) приносят подарки детям, которые вели себя хорошо (или нет; они часто тоже получают подарки) в прошлом году. На практике, как и у Санта-Клауса, подарки получают все дети без разницы. Это часто делается путем размещения мешка, наполненного подарками, вне дома или гостиной, после чего сосед или отец стучится в дверь или окно, притворяясь помощником Синтерклааса. Другой вариант – нанять или попросить кого-нибудь переодеться Синтерклаасом и лично доставить подарки. Синтерклаас носит епископские мантии, включая красную накидку и митру, и ему помогают многие озорные помощники, называемые Чёрные Питы (Zwarte Pieten) или Пер-Фуэтар во франкоязычной части Бельгии, с черными лицами и колоритным мавром, датируемый двумя столетиями. В прошлом рассказывали, что Черные Питы забрал всех непослушных детей, положил их в мешки, а Синтерклаас увез их с собой в Испанию (считается, что Синтерклаас происходит из Испании, куда он возвращается после 5 декабря), чтобы пугать детей. Поэтому во многих песнях о Синтерклаасе все ещё есть намеки на Чёрного Пита, наблюдающего за детьми и осуждающего детей Синтерклааса.
Суринам, бывшая колония Нидерландов, адаптировала нидерландскую традицию Синтерклааса и Чёрного Пита.
В последнее время постоянно идет дискуссия о том, что Чёрный Пит считается политически некорректным. В частности, афро-нидерландцев чувствовать себя обиженными из-за истории рабства в Королевстве Нидерландов, связанной с этой эмблемой, и считать изображение Чёрного Пита расистским. Другие утверждают, что чёрный цвет кожи Чёрного Пита происходит от его профессии трубочиста, поэтому доставка пакетов происходит через дымоход.
В последние годы Рождество вместе с Санта-Клаусом распространялось владельцами магазинов как ещё один праздник дарения подарков, который имел успех в Бенилюксе; хотя, особенно для маленьких детей, вечер святого Николая все-таки гораздо важнее Рождества Христова. Появление Санта-Клауса (известного на нидерландском как де Керстман) часто называют примером глобализации и американизации.
На Фрижских островах (Waddeneilanden) праздник Синтерклаас развился независимо в традициях, сильно отличающихся от традиций на материке.
В Люксембурге Клишена (Kleeschen) сопровождают Домовой (Houseker) и устрашающий помощник в коричневой монашеской одежде.

### Италия
Святой Николай (Сан Никола) является покровителем города Бари, где, как полагают, он и похоронен. Его праздник называется Феста ди Сан Никола, который проводится 7-9 мая. В частности, 8 мая мощи святого везут на лодке по морю перед городом, а за ним плывет много лодок (Феста а маре). Поскольку Святой Николай, как говорится, защищает детей и девушек, 6 декабря проходит ритуал под названием Рито делле нубили: незамужние женщины, желающие найти мужчину, могут присутствовать на утренней мессе, во время которой они должны обернуться вокруг колонны семь раз. Подобная традиция сейчас придерживается в Сассаре, где в День святого Николая, покровителя города, дарят подарки молодым женщинам, нуждающимся в помощи для выхода замуж.
В провинциях Триест, Удине, Беллуно, Бари (Терлицци и Мольфетта), Южный Тироль, Трентино и в восточной части провинции Тревизо празднуют святого Николая, когда утром детям дарят подарки 6 декабря и с ярмаркой под названием Фиера ди Сан Никколо. В зависимости от культурного происхождения, в некоторых семьях этот праздник важнее Рождества.
Как и в Австрии, в Южном Тироле святой Николай приходит с крампусами. В Валь-Канале (Удино) святой Николай приезжает погнаться за лавками: после парада бегущих за людьми толп, святой Николай приезжает на колеснице и раздает подарки детям (Видео «San Nicolò caccia i Krampus a Tarvisio» 6.12.2010).

### Мальта
В Сухуане святой Николай (мальт. San Nikola, реже San Niklaw) является покровителем города Сиггиеви, где его праздник отмечается в последнее воскресенье июня. Приходская церковь, посвященная святому, была построена между 1676 и 1693 годами. Её спроектировал мальтийский архитектор Лоренцо Гафа, а портик и нефы добавил Никола Заммит во второй половине XIX века. Руины бывшего приходского костела все ещё видны и недавно подверглись реставрации.

### Португалия
В одном городе (Гимарайнш) в Португалии святого Николая (São Nicolau) отмечали со времен средневековья как покровителя старшеклассников в так называемых Николинах, группе праздников, которые проходят с 29 ноября по 7 декабря каждого года. В настоящее время этот праздник в Португалии не празднуют.

### Украина

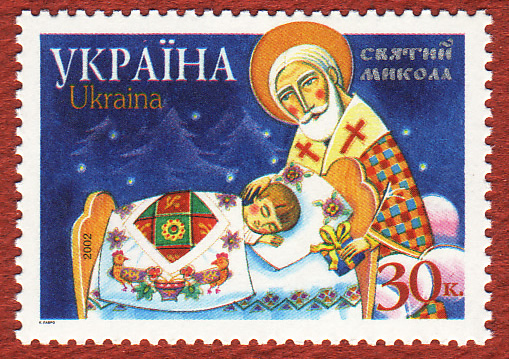
кладет подарок под подушку ребёнку (почтовая марка Украины, 2002)

На Украине после советского периода образ святого Николая и традиции дарить подарки возрождаются. По результатам исследования, проведенного Социологической группой «Рейтинг» 16–25 ноября 2018 года, почти 70% опрошенных украинцев имеют традицию дарить подарки на День святого Николая, а около 30% — такой традиции не имеют. А согласно опросу 20–22 декабря 2021 года, как самым любимым новогодним праздником украинцев 6% респондентов выбрали День святого Николая, пока Рождество Христово – 49%, Новый год – 37% и Старый Новый год – 4%.
Как отмечает этнолог Национального музея истории Украины и руководитель Украинского центра этнопедагогики Ярослава Музыченко, традиция дарить детям подарки на День святого Николая распространилась по территории Украины в XVIII веке. Однако она предполагает, что эта традиция могла существовать ещё в XV–XVI веках, когда часть украинских земель входила в состав Речи Посполитой вместе с Белоруссией, Литвой и Польшей.
Подарки были присущи именно городской культуре. К примеру, эта традиция существовала в кругах казацкой старшины. В то время детям дарили сладости, в том числе медовые пряники-николайчики, книжечки, школьные принадлежности. В то же время непослушных детей пугали резочкой от святого Николая.
По её словам, на большей части территории Украины было распространено класть подарки именно под подушку. Сапоги же популярны в Закарпатье, где было немалое влияние австрийских традиций.
На Галиции традиция дарить детям подарки на День святого Николая существовала до 1940-х годов, пока Западная Украина не вошла в состав Советского союза. После провозглашение независимости Украины она возродилась на всей территории Украины.
Сейчас на Украине святитель Николай ночью посещает всех детей и приносит подарки 5–6 декабря. До календарной реформы в украинских церквях праздник отмечался 18–19 декабря до 2023 года. С этого дня украинцы начинают готовиться к рождественским праздникам. Так, в центрах населенных пунктов 5-6 декабря, на Николая, традиционно открывают рождественскую елку.
Также все больше соблюдается традиция заботы о нуждающихся: как в форме благотворительных акций в церковных общинах, так и в светских благотворительных проектах. В школах накануне праздника проводятся уроки, на которых детей учат писать письмо святителю Николаю.

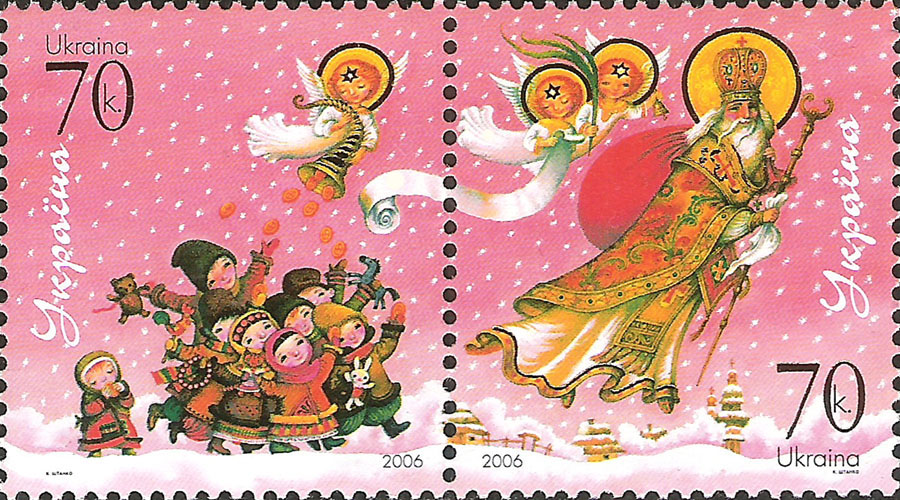
Рождественская марка Украины 2006 г., с изображением Святого Николая и детей.

6 июня 2006 года Президент Украины Виктор Ющенко подписал указ №481/2006 «О мерах по возрождению традиционного народного искусства и народных художественных промыслов в Украине», предусматривающий, в частности, проработку вопроса создания комплекса «Усадьба святого Николая» в Ивано-Франковской области с Домом творчества народных мастеров Национального союза мастеров народного искусства Украины. В 2010 году Президент Украины Виктор Янукович поручил правительству предусмотреть в госбюджете на 2011 год средства на строительство Имения святого Николая в национальном природном парке «Гуцульщина».
В этот день некоторые общественные организации проводят традиционные благотворительные акции для сирот. Так, во Львовской городской общине ежегодно проходит акция «Николай тебя не забудет!»: во Львове организуется «Фабрика святого Николая», куда жители приносят подарки и пожертвования для сирот; активисты акции вечером разносят их детям. «Пласт» ежегодно собирает каждый юношеский шалаш и готовит обширную программу для детей-сирот и инвалидов.
В 2018 году кинокомпания Big Hand Films при финансовой поддержке Госкино выпустила фильм режиссёра Семёна Горова «Приключения S Николая». Фильм рассказывает о вере современных детей в доброго волшебника, приходящего с подарками ночью перед Днем святого Николая.

### Франция
Несмотря на то, что святой Николай является традиционной рождественской фигурой на всей территории Франции, празднование 6 декабря проходит только в Эльзасе, Нор — Па-де-Кале, Арденнах, Франш-Конте, Аргонной и Лотарингии, где он является покровителем. Этот день могут отмечать и в некоторых селах других регионов Франции. Маленький ослик несёт корзины, наполненные подарками, печеньем и конфетами. Вся семья готовится к приходу святого 6 декабря, а дедушка и бабушка рассказывают истории о святом. Самая популярная (также тема популярной французской детской песни) о троих заблудившихся детях. Замерзших и голодных, злой мясник заманил их в свой магазин, где он убил их и посолил в большой бочонке. Благодаря помощи святого Николая мальчики были возрождены и вернулись в свои семьи, благодаря чему он получил репутацию защитника детей. С тех пор злой резник следовал за святым Николаем в углу как Пер Фуэттар. Во Франции статуи и картины часто изображают это событие, показывая святого с детьми в бочке.
Пекарни и домашние кухни кипят, поскольку выпекают имбирные пряники со специями и манналом (бриошь в форме святого). В школах дети изучают песни и стихи и создают декоративно-прикладное искусство о святом Николае, тогда как в детских садах мужчина, изображающий святого Николая, дарит шоколадные конфеты, а иногда и маленькие подарки. Иногда его сопровождает актёр, играющий Пер Фуэттара, который, как и его немецкий коллега Крампус, носит резки, чтобы угрожать детям, боящимся, что он посоветует Святому Николаю пройти мимо них во время своих обходов дарения подарков.
В Эльзасе и во Франконской Лотарингии святого Николая также сопровождает Кристинд (Младенец Иисус). Во фламандском городке Дюнкерк Чёрный Пит является спутником святого.

## Россия
В Новгородской губернии с Николы Зимнего устраивались святочные посиделки со складчиной на артельных началах, и праздничной атмосферой. По мнению исследователей, соотнесение Николина дня со Святками в новгородских областях обусловлено развитием здесь культа Николая Чудотворца, который объединил в себе черты древнего дохристианского божества с чертами не только ряда святых, но и Иисуса Христа.
Молодёжь начинает подготовку к святочным посиделкам, договаривались об откупе избы у какой-нибудь бедной одинокой старухи или вдовы, заготавливали дрова, лучины, наряды, принимались за изготовление святочных масок для ряженых и костюмов для разыгрывания пьес и сценок из репертуара традиционного народного театра.

## Северная Америка

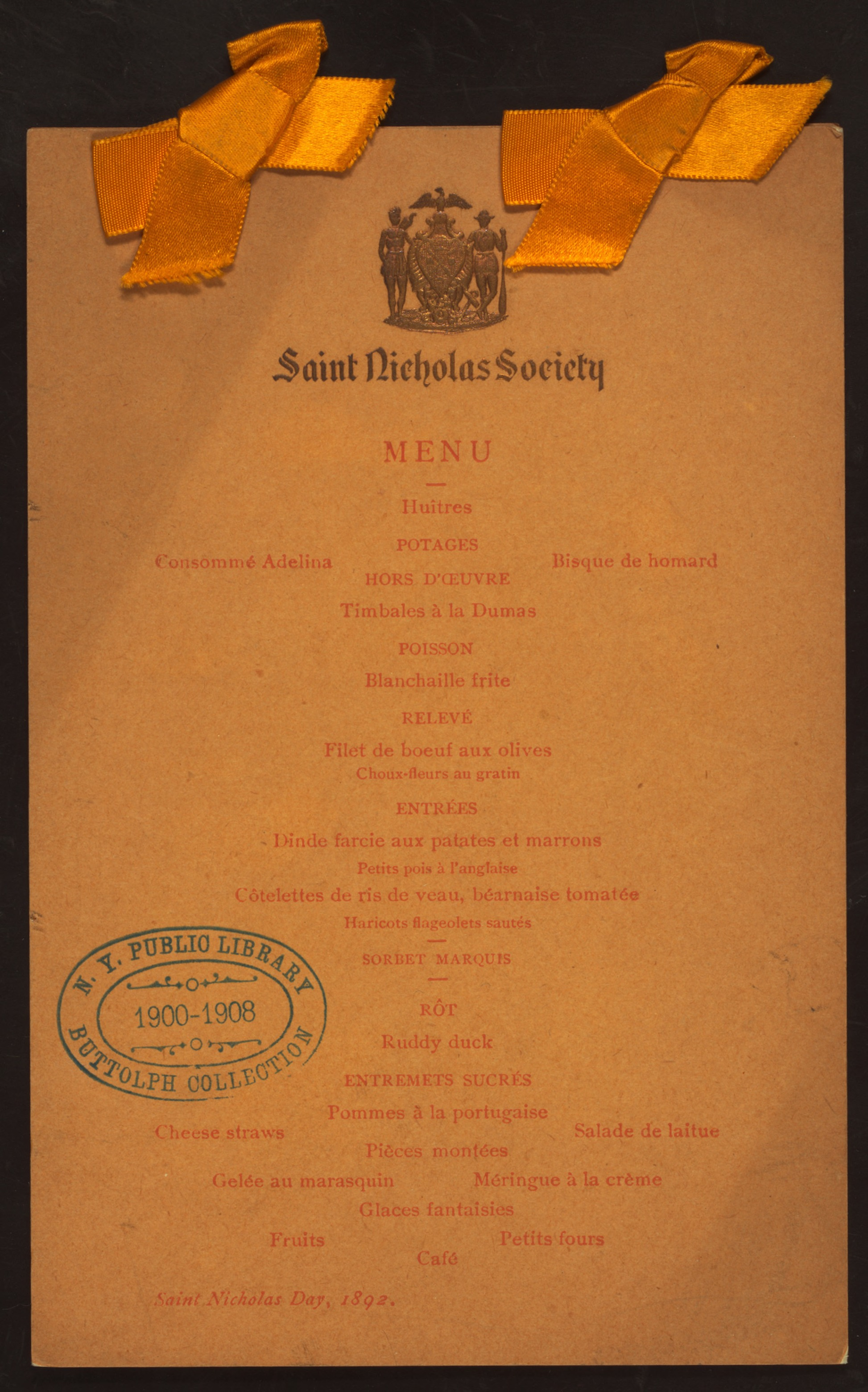
Мероприятие ко Дню святого Николая, проведенное в 1892 году Обществом Святого Николая

Хотя праздники святого Николая не отмечаются в Америке, города с сильным германским влиянием, такие как Милуоки, Висконсин; Эвансвилл, Индиана, Тютополис, Иллинойс; Цинциннати, Огайо; Фредериксбург, Техас; Ньюпорт-Ньюс, Виргиния; Сент-Луис, Миссури; и Питтсбург, Пенсильвания, отмечают День святого Николая в масштабах, похожих на германский обычай. Хотя это не так широко распространено, как в других странах, некоторые люди в Соединённых Штатах Америки празднуют отдельный День святого Николая, выставляя свою обувь за дверью своей спальни или вешая пустой чулок у камина вечером 5 декабря, где святой Николай приходит ночью. Утром 6 декабря эти люди найдут свои ботинки или чулки, наполненные подарками и сладким лакомством. Широкое принятие традиции распространилось среди немецких, польских, бельгийских и нидерландских общин на всей территории Соединённых Штатов. Американцы, которые празднуют День святого Николая, как правило, также отмечают Рождество как отдельный праздник. Некоторые рождественские традиции и ритуалы, например оставление ботинка или чулки, которые нужно наполнить, похожи на традиции Дня святого Николая.

## Средний Восток

### Ливан
Святого Николая отмечают все христианские общины Ливана: католики, православные и армянские христиане. Многие места, церкви, монастыри и школы названы в честь Святого Николая, например, Эскалье Сен-Николас де Арт, Сад святого Николая и Греческий православный собор святого Николая.